# Julie Russell
Julie Russell,   (Adelaida, 20 de agosto de 1951) es una atleta paralímpica australiana, levantadora de pesas y baloncestista en silla de ruedas.

## Vida personal
Russell nació el 20 de agosto de 1951 en Adelaida de Australia. Cuando era pequeña, contrajo poliomielitis, lo que le causó parálisis en la parte inferior de su cuerpo. Durante sus años en la escuela primaria, Russell tuvo que hacerse colocar calibres y necesitó muletas para apoyarse. Russell se graduó de la universidad con un título en biología y comenzó a trabajar en el Hospital Queen Elizabeth en el departamento de bioquímica durante 5 años antes de involucrarse en los deportes. Después de graduarse, se inscribió en el Club de Arquería de Adelaida y a través de eso se enteró de los deportes adaptados en silla de ruedas. En 2006, estaba trabajando para CRS Australia, una agencia de rehabilitación del gobierno australiano.
Ha estado casada con el atleta paralímpico, entrenador y administrador Eric Russell desde 1979. La pareja se conoció en 1977 por primera vez cuando Eric vino a Adelaida para los primeros Títulos Nacionales de Baloncesto. Julie y Eric se presentaron oficialmente en 1978 en los Juegos Regionales de Broken Hill.

## Carrera deportiva
Russell ganó cuatro medallas de oro, una de plata y una de bronce en atletismo y tiro con arco en los Juegos Mundiales parapléjicos de Stoke Mandeville de 1979, siendo su primer evento competitivo internacional. En los Juegos de Arnhem de 1980, ganó una medalla de plata en el pentatlón femenino 3. En su participación en los Juegos Paralímpicos de Nueva York y Stoke Mandeville 1984, ganó una medalla de plata en el maratón femenino 3 y una medalla de bronce en el pentatlón femenino 3. Ganó tres medallas de plata en los Juegos de verano de Seúl 1988, en las pruebas de relevos 2-6 de 4 × 400 m, pentatlón Femenino 3 y lanzamiento de peso femenino 3, y dos medallas de bronce en las pruebas de disco femenino 3 y lanzamiento de jabalina femenina 3. Fue miembro del equipo nacional femenino de baloncesto en silla de ruedas de Australia en los Juegos Paralímpicos de Barcelona 1992. Estuvo seleccionada para competir en baloncesto en los Juegos de Barcelona de 1992 no únicamente por sus habilidades en el baloncesto, sino también como una atleta experimentada que podría actuar como un modelo a seguir y una influencia tranquilizadora en los atletas más jóvenes del equipo.
Russell fue seleccionada como representante de las mujeres para el levantamiento de potencia después de una reunión en 1984. Ganó una medalla de oro en los Juegos FESPIC de 1994 en Pekín en el evento de +82,5 kg. En los Campeonatos Mundiales de Levantamiento de Pesas del IPC, ganó una medalla de plata en 1998 en el evento de +82,5 kg para mujeres. En los Campeonatos Europeos de Levantamiento de Pesas, ganó una medalla de plata en 1998 en el evento de +82,5 para mujeres, y una medalla de oro en 1999 en la prueba de +82,5 kg para mujeres. Compitió en levantamiento de pesas en los Juegos Paralímpicos de Sídney 2000, los primeros Juegos Paralímpicos en los que las mujeres pudieron competir en este deporte, después de haber presionado para que se incluyera el levantamiento de pesas femenino en los Juegos Paralímpicos durante los últimos catorce años; quedó séptima en la prueba de levantamiento de pesas de más de 82,5 kg para mujeres. Fue entrenada en levantamiento de pesas por Ray Epstein.

## Reconocimientos
Recibió la Medalla Deportiva Australiana en el 2000 por su «destacada contribución al levantamiento de pesas en los Juegos Paralímpicos». Ha arbitrado eventos de levantamiento de pesas en los Juegos Paralímpicos y de la Mancomunidad desde los Juegos Paralímpicos de Atenas 2004.